# Osiniec (powiat czarnkowsko-trzcianecki)
Osiniec (do 1945 niem.) – wieś w Polsce położona w województwie wielkopolskim, w powiecie czarnkowsko-trzcianeckim, w gminie Trzcianka.
W latach 1975–1998 miejscowość należała administracyjnie do województwa pilskiego.
W pobliżu wsi do końca lat 80. XX w. funkcjonowało małe trawiaste lotnisko, na którym stacjonowały samoloty rolnicze (m.in. An-2 i Dromader). Czasem lądowały na nim samoloty i szybowce należące do pilskiego aeroklubu. W pobliżu wsi jest nowoczesna oczyszczalnia ścieków "Osiniec".
Według legendy pewien hrabia miał trzy córki: Radolinę, Szarlottę i Teresę. Gdy wszystkie dorosły, otrzymały od ojca po majątku. Radolinie przypadła ziemia nadnotecka, na której powstał Radolin. Szarlotta stała się właścicielką terenów nad jeziorem Moczytko, gdzie znajduje się Osiniec w którego skład wchodzi były folwark Charlottenhof. Z kolei Teresa dostała ziemię, na której powstał Teresin.